# کلرنس-راکلند
کلرنس-راکلند (به انگلیسی: Clarence-Rockland) یک شهر و در کانادا است که در شهرستان‌های پرسکات و راسل واقع شده‌است.

## خصوصیات
کلرنس-راکلند ۲۳٬۱۸۵ نفر جمعیت دارد.